# Styleto
Cet article possède un paronyme, voir Stiletto.
En particulier, ne doit pas être confondu avec Stiletto (artiste).
 (février 2025).
Si vous disposez d'ouvrages ou d'articles de référence ou si vous connaissez des sites web de qualité traitant du thème abordé ici, merci de compléter l'article en donnant les références utiles à sa vérifiabilité et en les liant à la section « Notes et références ».
Styleto (prononcer [stil(ə)to]), née Laure Gonnet le 15 mars 1998 à Lyon, est une auteure-compositrice-interprète et vidéaste web française.
Son nom de scène provient de sa chaîne YouTube Style tonic créée en 2013. Elle se fait connaître en chant avec une reprise de Gaffe aux autres en 2021 puis est révélée en 2024 avec son titre Faut que tu m'aimes, sur l'acceptation de soi.

## Biographie

### Jeunesse
Laure Gonnet nait le 15 mars 1998 à Lyon.

### Carrière sur internet
Elle crée en janvier 2013 son compte YouTube Style tonic où elle poste des vidéos sur sa vie d'adolescente.

### Carrière musicale
En 2021, elle poste une reprise de Mourir sur scène de Dalida, puis se fait remarquer par une reprise de Gaffe aux autres de son chanteur préféré, Jérémy Frérot et  Ben Mazué. Ce dernier l'invitera à l'interpréter avec lui sur scène. Forte de cette première expérience, elle publie le 26 août 2022 Carrousel, un album de reprises, entre autres, de Dalida, Angèle, Ben Mazué, Yseult, Orelsan… Elle chante en duo avec Louane sur le titre de cette dernière, Capitaine.
Elle commence à écrire ses propres titres comme Se casser, Trop bonnes, Dans la moyenne ou encore Les visages et les odeurs, révélant « un univers sonore et visuel, où légèreté et profondeur, ombres et lumières s’affrontent ».
En mars 2024, elle atteint la notoriété avec son titre Faut que tu m'aimes abordant le thème de l'acceptation de soi. Elle se produit à la Cigale le 28 mai 2024 puis à L'Olympia à guichets fermés, le 19 octobre 2024 et chante ce titre à la Star Academy, le 4 janvier 2025.
Son premier album Fille lacrymale sort le 7 mars 2025. Il est suivi d'une tournée, prévue du 5 avril au 5 décembre 2025 avec une dernière date au Zénith de Paris.

## Discographie

### Singles
- 2022 : Se casser
- 2023 : Trop bonnes
- 2023 : Dans la moyenne
- 2023 : Les visages et les odeurs
- 2024 : Faut que tu m'aimes Or
- 2025 : Fille lacrymale
- 2025 : Amour cyclone

### Participations
- 2022 : Capitaine (Louane feat. Styleto)
- 2025 : Les p'tits soleils avec le collectif Génération Pièces Jaunes